# Matar un rossinyol
|  | Aquest article tracta sobre la novel·la. Si cerqueu la pel·lícula homònima, vegeu «To Kill a Mockingbird». |

Matar un rossinyol (títol original en anglès To Kill a Mockingbird) és una novel·la de Harper Lee publicada el 1960. Va ser un èxit immediat, guanyant el Premi Pulitzer, i s'ha convertit en un clàssic de la literatura nord-americana moderna. La trama i els personatges estan inspirats en les observacions de l'autora de la seva família i veïns, així com en un esdeveniment que va tenir lloc prop de la seva ciutat natal el 1935, quan ella tenia set anys.